# Chesley Sullenberger
Chesley Burnett «Sully» Sullenberger III (Denison, 23 de enero de 1951) es un ex piloto de aviación de líneas aéreas estadounidense retirado, experto en seguridad e investigador de accidentes en Danville (California). El 15 de enero de 2009 fue reconocido como un héroe al amerizar un Airbus A320 del vuelo 1549 de US Airways en el río Hudson de Nueva York sin que se produjesen daños personales.
Con más de 40 años de experiencia de vuelo; es un ex piloto de caza de la Fuerza Aérea de los Estados Unidos (USAF), ha participado en la Asociación de Pilotos de Líneas Aéreas (ALPA). Ha colaborado en varias investigaciones de accidentes con la Fuerza Aérea y la National Transportation Safety Board (NTSB).

## Vida

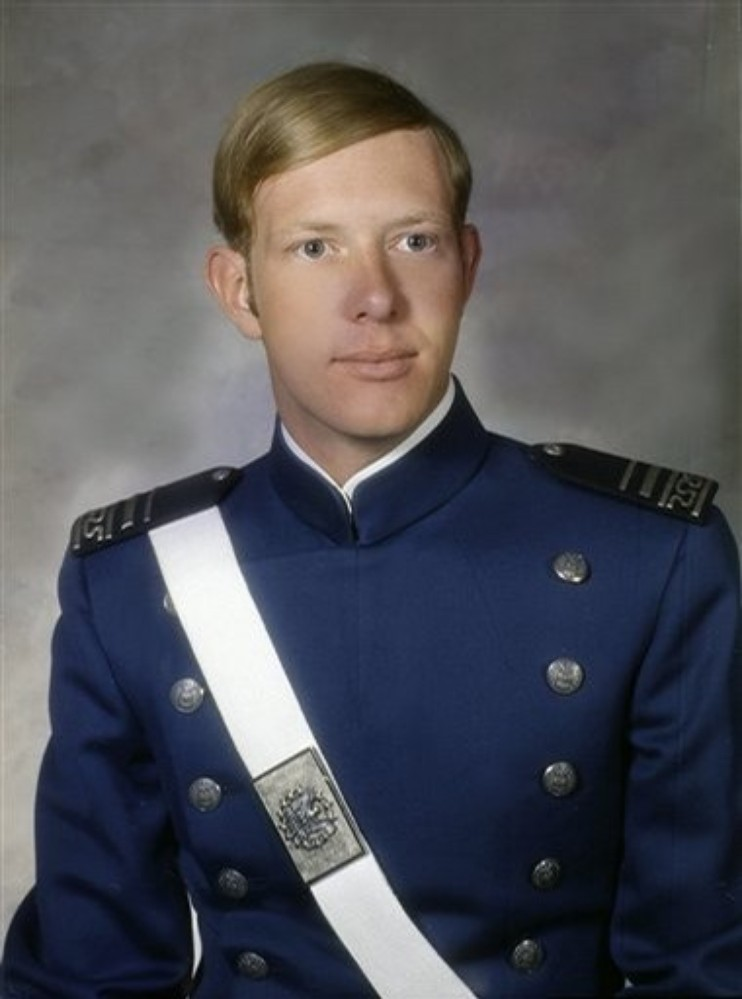
Sullenberger en el anuario de 1973 de la Academia de la Fuerza Aérea.

Sullenberger es hijo de un odontólogo y una maestra de primaria, y tiene una hermana, Isabel Salcedo.  A la calle en la que él se crio en Denison, Texas le pusieron el apellido de su familia materna, the Hannas.  Según Mary, Chesley construía modelos de aviones y portaaviones durante su niñez y lo que lo llevó a interesarse en la aviación fue el escuchar las historias de su padre que estaba en la Fuerza Aérea de los Estados Unidos. Fue a la escuela en Denison, y en el 99 por ciento de las ocasiones obtenía A (la mayor nota en el sistema escolar norteamericano). A la edad de 12 años, su coeficiente intelectual se consideró lo suficientemente alto como para unirse a Mensa International. También obtuvo la licencia de piloto a los 14 años de edad. En la secundaria era miembro del club de latín y tocaba la flauta en primera fila para la banda de marcha de su escuela.  Sus amigos de la secundaria decían que Sullenberger había desarrollado una pasión para volar al ver los jets de la Base de la Fuerza Aérea Perrin Air.  Cuando se graduó fue uno de los mejores estudiantes de los 350 graduados.

## Carrera militar
Sullenberger se alistó en la Academia de la Fuerza Aérea de los Estados Unidos en 1969. Fue seleccionado de entre alrededor de una docena de estudiantes de primer año, en un programa de cadetes para vuelo en planeador, y para el final de ese año, fue designado como piloto instructor. En el año de su graduación en 1973, recibió el premio de cadete excepcional por aptitud de vuelo en la categoría de "aviador superior". Después de graduarse con una licenciatura en Ciencias y ya como oficial, la Fuerza Aérea lo envió inmediatamente a la Universidad de Purdue.
Sullenberger sirvió como piloto de combate de la Fuerza Aérea de los Estados Unidos, volando el cazabombardero F-4 Phantom de 1975 a 1980. Posteriormente ascendió a capitán con experiencia en Europa, el Pacífico y en la Base de la Fuerza Aérea Nellis en Nevada. Además en la Fuerza Aérea, era miembro de la junta de investigación de accidentes aéreos.

## Trabajo
Trabajó con la NASA, es coautor de un documento sobre la inducción de los contextos de error en la aviación. Fue fundamental en el desarrollo y la aplicación de la Gestión de Recursos de la Tripulación (CRM) utilizado en el curso de su compañía aérea y el curso lo ha enseñado a cientos de sus colegas.
Sully es un graduado de la Academia de la Fuerza Aérea (BS) de los EE. UU., la Universidad de Purdue (MS) y la Universidad del Norte de Colorado (Estados Unidos). Era un orador en dos paneles en la Alta Confiabilidad Organizaciones (HRO) 2007 Conferencia Internacional en Deauville, Francia 29-31 de mayo de 2007. Además, acaba de ser nombrado Visiting Scholar en la Universidad de California, Berkeley.

### Vuelo 1549

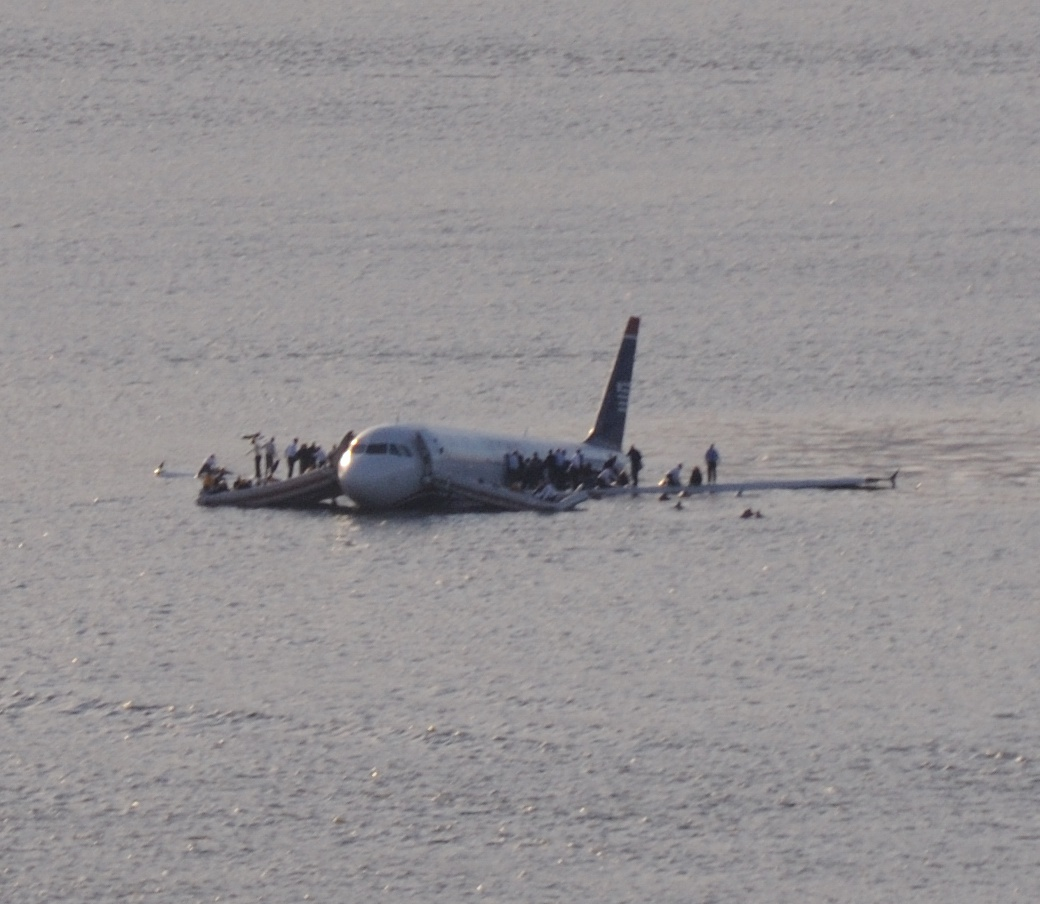
El vuelo 1549 de US Airways flotando en el Hudson.

Poco después de las 3:30 p. m. EST el 15 de enero de 2009, el piloto logró amerizar con éxito el vuelo 1549 de US Airways en el río Hudson de Nueva York después de haber tenido una ingestión de una bandada de aves en los dos motores, este suceso hizo que el aeroplano un Airbus A320 perdiera el empuje en ambos motores. Todos los pasajeros y tripulantes (155) sobrevivieron. El Alcalde de Nueva York, Michael Bloomberg, dijo que Sullenberger y su tripulación recibirían la "llaves de la ciudad". Un club de fanes fue dedicado a Sullenberger en el sitio web Facebook poco después del accidente. El 16 de enero el entonces presidente de los EE. UU., George W. Bush, llamó a Sullenberger para agradecerle salvar la vida de los 155 pasajeros, al igual que el presidente electo, Barack Obama, que asumió el cargo del 20 de enero de 2009.
En 2016, Clint Eastwood llevó al cine la historia del vuelo 1549 en la película Sully, siendo el personaje de Chesley «Sully» Sullenberger interpretado por Tom Hanks.